# Jean Rey
Jean Rey (15. července 1902, Lutych – 19. května 1983, Lutych) byl belgický politik, druhý předseda Evropské komise (v letech 1967–1970), předtím eurokomisař pro zahraniční věci (1958–1967). Byl liberálně orientován, do roku 1971 byl členem Strany pro svobodu a pokrok (Partij voor Vrijheid en Vooruitgang; Parti de la Liberté et du Progrès), od roku 1971, po rozdělení této strany dle jazykového principu, byl členem její frankofonní následnice, tedy Reformní liberální strany (Parti Réformateur Libéral).

## Život
Narodil se v protestantské rodině. Vystudoval práva na Lutyšské univerzitě, roku 1926 zde získal doktorát (Ph.D.). Začínal jako lutyšský komunální politik, roku 1939 byl prvně zvolen do belgického parlamentu. Za druhé světové války bojoval proti německé okupaci v bitvě o Belgii. Byl Němci zajat a strávil závěr války jako válečný zajatec. V zajateckém táboře Oflag XD se stal členem zde založené zednářské lóže L'Obstinée. Po válce byl znám jako zastánce federalizace Belgie. V letech 1949–1950 byl ministrem obnovy, posléze v letech 1954 až 1958 ministrem hospodářství. Přitom se podílel na jednáních o vzniku prvních uskupení evropského integračního procesu, což ho posléze kvalifikovalo do první, Hallsteinovy, Evropské komise a do čela té druhé. Podporoval zavedení lidového hlasování při skládání Evropského parlamentu a za svého předsednictví dotáhl projekt celní unie (1968). Vybojoval také vlastní daňové zdroje pro Evropská společenství. Sváděl také souboj s Francouzi, kteří odmítali přijetí Británie do tohoto společenství. Po skončení svého mandátu se stal předsedou eurofederalistického Evropského hnutí (1974–1978). V roce 1979 byl zvolen do Evropského parlamentu, prvního voleného lidovým hlasováním. V bruselské Evropské čtvrti je po něm pojmenováno náměstí.